# 엘리: 몬스터 패밀리
《엘리: 몬스터 패밀리》(Elli and the Ghostly Ghost Train)는 2024년 공개된 독일의 애니메이션 영화이다.

## 배역

### 주연
- 막스 기르만 - 방그루프티 역 (목소리)
- 올리버 칼코페 - 옹켈 체임벌린 역 (목소리)

### 조연
- 산티아고 지에스머 - 크리스털쿠겔 역 (목소리)
- 달리아 슈미트-포스 - 엘리 역 (목소리)